# Краб кам'яний
Краб кам'яний (Eriphia verrucosa) — краб родини Eriphiidae. До 80-х років XX ст. був численним видом у Чорному морі.

## Розповсюдження
Від Атлантичного узбережжя Великої Британії до Азорських островів та західної Африки. Зустрічається в Середземному, Адріатичному, Мармуровому та Чорному морях. В Україні — біля Кримського півострова та острова Зміїний.

## Будова
Ширина карапаксу досягає 10 см при довжині 8 см. Карапакс випуклий з відносно гладенькою поверхнею. Лобний край сформований вісьмома тупими зубчиками, ззаду яких розташовується ряд горбочків. Очі маленькі, розташовані на тонких очних стеблинах. Шостий абдомінальний сегмент чотирикутної форми, сьомий — трикутний.

## Спосіб життя
Донна тварина. Зустрічається на глибинах до 30 м, переважно в місцях з кам'янистим ґрунтом. Живиться молюсками, поліхетами та органічними рештками. Парування відбувається відразу після линяння при повному затвердінні екзоскелета. Максимальне число яєць 130 тисяч. Самиця виношує їх на плавальних ніжках протягом 4-6 тижнів. Личинки планктонні; розвиваються з метаморфозом, який включає 4 (можливо, 5) стадії зоеа та мегалопу.

## Значення
Є об'єктом вилову відпочивальників, оскільки влітку мігрує у прибережну зону для розмноження. Вид занесений до Червоної книги України. Охороняється у природних заповідниках Мис Мартьян та Карадазькому.